# Arròs africà
L'arròs africà (Oryza glaberrima) és una espècie d'arròs cultivada diferent de l'arròs comú asiàtic (Oryza sativa). L'arròs africà es va domesticar fa entre dos mil i tres mil anys al delta del Níger, a l'actual Mali. El seu antecessor silvestre encara creix a l'Àfrica i es diu Oryza barthii.
Aquesta espècie es cultiva a l'Àfrica occidental i té algunes característiques negatives respecte de l'arròs comú Oryza sativa, com són que es desgrana fàcilment de l'espiga i la pobra qualitat de molta. Encara és més important el fet que els rendiments de l'arròs africà són més baixos que els de l'arròs asiàtic. En canvi, l'arròs africà mostra una major tolerància a les fluctuacions del nivell de l'aigua, a la toxicitat pel ferro, a la fertilitat dels sòls, les condicions climàtiques i les poques atencions al cultiu. També mostra millor resistència a les plagues i malalties de nematodes, com per exemple Heterodera sacchari i del gènere Meloidogyne, i a virus de les plantes i a les plantes paràsites com les del gènere Striga.
L'arròs africà s'ha hibridat amb l'arròs asiàtic per fer un nou cultivar anomenat Nou arròs per l'Àfrica (New Rice for Africa).